# Saverio Bellomo
Saverio Bellomo (Treviso, 15 luglio 1952 – Venezia, 10 aprile 2018) è stato un filologo e italianista italiano.

## Biografia
Saverio Bellomo si laureò in lettere all'Università Ca' Foscari di Venezia, dove sviluppò i suoi interessi soprattutto nel campo della filologia dantesca: lavorò sui testi del poeta e sugli antichi commenti alla Divina Commedia, pubblicando numerosi testi critici ed esegetici; si occupò anche del Censimento e edizione dei Commenti danteschi.
Fu professore ordinario a Ca' Foscari presso la facoltà di lettere e filosofia, dove insegnò sia filologia italiana sia filologia e critica dantesca. Bellomo in precedenza era stato ricercatore all'Università di Trento e docente associato all'Università Roma Tre.
Morì improvvisamente nel 2018.

## Opere

### Studi
- Jacopo Alighieri, Chiose all'"Inferno", Padova, Antenore editore, 1989.
- Censimento dei manoscritti della "Fiorita" di Guido da Pisa, Trento, Dipartimento di Scienze Filologiche e Storiche, 1990.
- Dizionario dei commentatori danteschi. Esegesi della "Commedia" da Iacopo Alighieri a Nidobeato, Firenze, Olschki editore, 2004.
- Filologia e critica dantesca, Brescia, La Scuola, 2008; Nuova edizione riveduta e ampliata, La Scuola, 2012; II ed., Scholé, 2020.

### Curatele
- Dante Alighieri, Inferno, Collezione Nuova raccolta di classici italiani annotati, Torino, Einaudi, 2013,  pp. LLLVIII - 590, ISBN 978-88-061-8957-0.
- Dante Alighieri, Purgatorio, curatela completata da Stefano Carrai, Collezione Nuova raccolta di classici italiani annotati, Torino, Einaudi, 2019,  pp. XLVIII - 650, ISBN 978-88-061-8961-7. [postumo]